# 卡西諾山

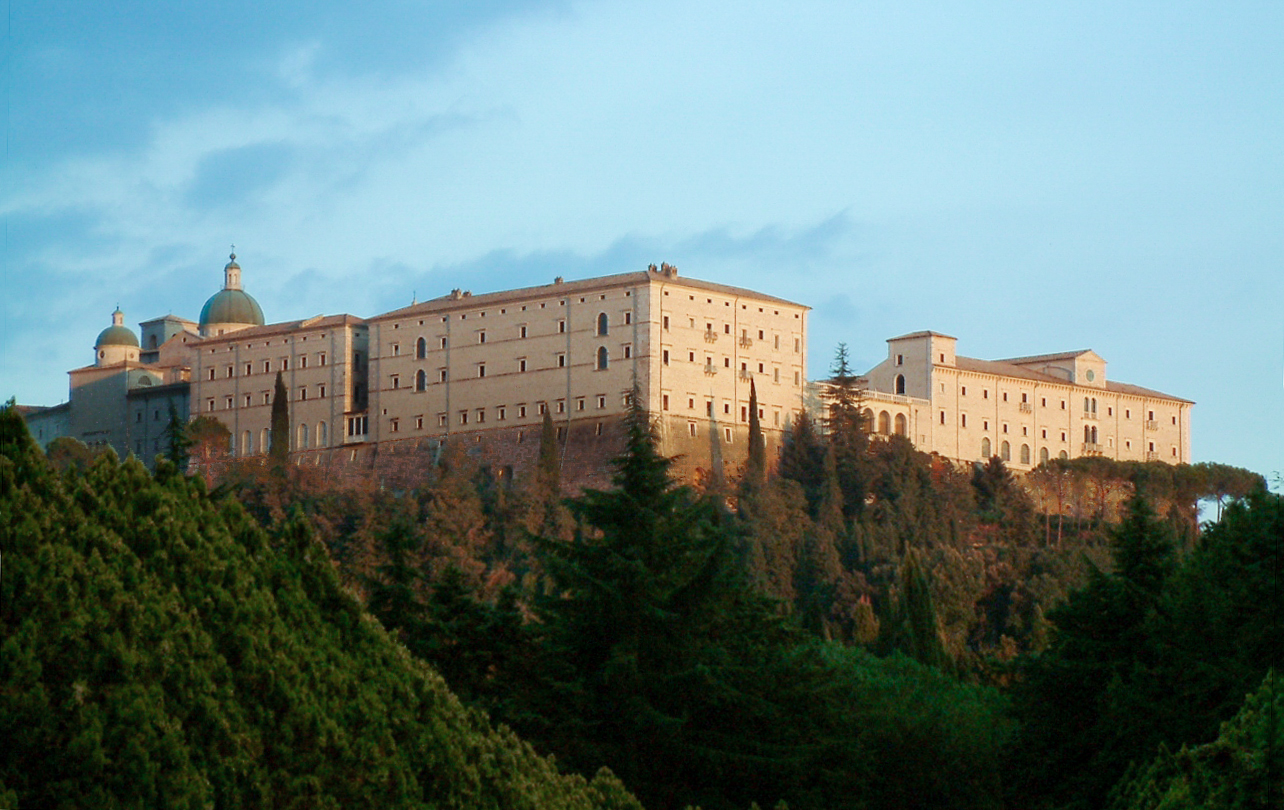
卡西諾山

卡西諾山（義大利語：Montecassino）是位於義大利中部拉齊奧大區弗羅西諾內省卡西諾郊外的一座標高519米的石山。山上有聖本篤在529年建立的本笃会修道院，為西歐修道院制度的濫觴。這座修道院在古代至中世纪后期是歐洲的學術文化中心之一，但在歷史上多次因戰爭遭到破壞。
1866年義大利政府廢除修道院制度後，修道院成為國有財產。二戰末期，修道院遭到盟軍空襲，其廢墟被德軍作為防衛據點，嚴重受損；戰後修道院得到國家的資助，得以復原。

## 外部連結
- Abbey of Monte Cassino（页面存档备份，存于）
- Guided Visits & Tours to Monte Cassino, WWII war related sites （页面存档备份，存于）
- Illustrated article on the Battle of Monte Cassino at Battlefields Europe
- MilitaryImages.Net Pictures and discussion about Monte Cassino
- Satellite photo from Google Maps
- The Monte Cassino Society